# Maia (Portugal)
Maia ist eine Stadt im Norden Portugals. Die Stadt hat mit der gleichnamigen Stadtgemeinde und den Stadtteilen Gueifães und Vermoim circa 40.000 Einwohner (Stand: 2015). In der zu Maia gehörenden Gemeinde Moreira befindet sich eine Arp-Schnitger-Orgel (Orgel von São Salvador).

## Geschichte
Funde belegen eine vorgeschichtliche Besiedlung, insbesondere in der Altsteinzeit und der Eisenzeit. Dank der fruchtbaren Böden und seiner Wasservorkommen ließen sich dann auch die Römer hier nieder.
Der heutige Ort entstand im Verlauf der Reconquista. Als Terra da Maia war das Gebiet im 13. Jahrhundert ein eigener Verwaltungskreis, gelegen zwischen Porto und dem linken Ave-Ufer. 1304 wurde es Teil des Kreises Porto, und 1360 unterstellte es der König D. Pedro seinem Sohn, dem Prinzen D. Dinis.
1519 verlieh König D. Manuel I. Maia erste Stadtrechte und machte es erneut zum Sitz eines Kreises. Zwischen 1700 und 1836 gehörten 44 Gemeinden zum Kreis, der damit das Küstengebiet zwischen den Flüssen Leça und Ave umfasste. 1809 marschierte die französische Armee durch Maia auf Porto zu, im Zusammenhang mit den Napoleonischen Invasionen.
Im Zuge der Verwaltungsreformen nach der Liberalen Revolution 1822 wurde der Kreis Maia aufgelöst, nachdem er von 1832 bis 1834 häufiger Schauplatz von Bürgerkriegskämpfen zwischen liberalen und absolutistischen Truppen im Miguelistenkrieg gewesen war. Im Rahmen der Verwaltungsreformen des Mouzinho da Silveira wurde der Kreis 1836 dann wiederhergestellt, jedoch mit einer bedeutend kleineren Fläche. Nach einer erneuten Auflösung 1857 ist der Kreis seit 1868 eigenständig.
1902 wurde Maia zur Kleinstadt (Vila) erhoben. Nach der Ausrufung der Portugiesischen Republik 1910 regierte der Philosoph Leonardo Coimbra vorübergehend den Ort. Am 23. August 1986 wurde Maia zur Stadt (Cidade) erhoben.

## Verwaltung

### Kreis Maia
Maia ist Sitz eines gleichnamigen Kreises (Concelho) im Distrikt Porto. Am 19. April 2021 hatte der Kreis 134.977 Einwohner auf einer Fläche von 83,0 km².
Die Nachbarkreise sind (im Uhrzeigersinn im Norden beginnend): Trofa, Santo Tirso, Valongo, Gondomar, Porto, Matosinhos sowie Vila do Conde.
Mit der Gebietsreform im September 2013 wurden mehrere Gemeinden zu neuen Gemeinden zusammengefasst, sodass sich die Zahl der Gemeinden von zuvor 17 auf zehn verringerte.
Die folgenden Gemeinden (Freguesias) liegen im Kreis Maia:

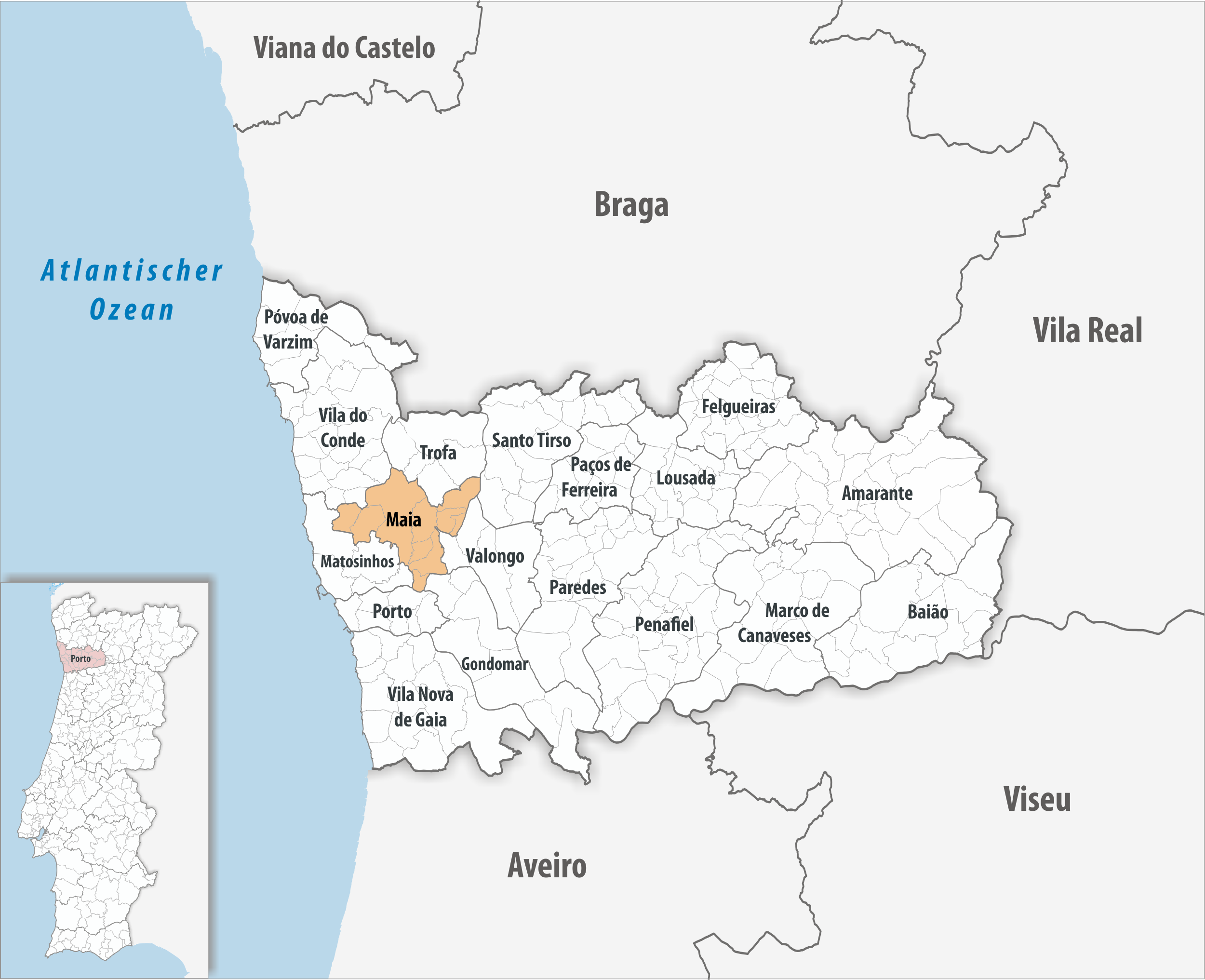
Kreis Maia

| Gemeinde                | Einwohner (2021) | Fläche km² | Dichte Einw./km² | LAU- Code |
| ----------------------- | ---------------- | ---------- | ---------------- | --------- |
| Águas Santas            | 26.632           | 8,23       | 3.238            | 130601    |
| Castêlo da Maia         | 18.587           | 19,91      | 934              | 130618    |
| Cidade da Maia          | 40.534           | 10,42      | 3.891            | 130619    |
| Folgosa                 | 3.605            | 10,11      | 356              | 130603    |
| Milheirós               | 4.762            | 3,60       | 1.321            | 130608    |
| Moreira                 | 13.093           | 8,67       | 1.510            | 130609    |
| Nogueira e Silva Escura | 8.380            | 8,83       | 949              | 130620    |
| Pedrouços               | 11.564           | 2,57       | 4.495            | 130617    |
| São Pedro Fins          | 1.816            | 4,71       | 386              | 130613    |
| Vila Nova da Telha      | 6.004            | 5,94       | 1.010            | 130616    |
| Kreis Maia              | 134.977          | 82,99      | 1.626            | 1306      |

### Bevölkerungsentwicklung
| 1849   | 1900   | 1930   | 1960   | 1981   | 1991   | 2001    | 2011    |
| 16.539 | 20.367 | 29.536 | 53.643 | 81.679 | 93.151 | 120.111 | 135.049 |

### Kommunaler Feiertag
- Montag nach dem zweiten Julisonntag

### Internationale Beziehungen
Maia hat mit drei Städten Partnerschaftsabkommen geschlossen und mit weiteren Städten und Gebietskörperschaften in Afrika und Asien Abkommen zur Zusammenarbeit geschlossen oder verabredet.

#### Städtepartnerschaften
- Sault Ste. Marie (Ontario), Kanada, seit 1999
- Mantes-la-Jolie, Frankreich, seit 2000
- Andrézieux-Bouthéon, Frankreich, seit 2002

#### Weitere Zusammenarbeit
- Kastilien und León, Spanien, Kooperation seit 1998
- São Nicolau, Kap Verde, Kooperation seit 1998
- Nampula, Mosambik, Kooperation seit 2001
- Água Grande, São Tomé und Príncipe, Kooperation seit 2008
- Sal, Kap Verde, Kooperation seit 2015
- Jiangmen, Volksrepublik China, Verabredung von 2015
- Mbombela, Republik Südafrika, Verabredung von 2015

## Sport
Der 1954 gegründete Fußballverein FC Maia spielte zwischen 2004 und 2006 in der Zweiten Portugiesischen Liga und tritt nach den folgenden Abstiegen heute in Spielklassen des Distriktverbandes von Porto an. Er trägt seine Heimspiele im ursprünglich 1930 errichteten und heute 15.000 Zuschauer fassenden Stadion Prof. Dr. Vieira de Carvalho aus.
Weitere Fußballvereine im Kreis sind der 1938 gegründete Sport Club Castêlo da Maia, die Associação Recreativa Desportiva Cultural Gondim-Maia von 1976, und der seit 2009 bestehende Futebol Clube Maia Lidador, die ebenfalls alle in Spielklassen auf Distriktebene spielen.
Am 26. Oktober 2013 trug die portugiesische Fußballnationalmannschaft der Frauen hier ein Qualifikationsspiel zur Fußball-Weltmeisterschaft der Frauen 2015 gegen die niederländische Auswahl aus, das sie 0:7 verlor.
Aus der Gemeinde Castelo de Maia stammt der gleichnamige Volleyballverein, der bereits mehrmals die Meisterschaft und den Landespokal gewinnen konnte, insbesondere die Damenmannschaft.
Vom 5. bis 9. März 2014 fanden hier zusammen der III MAIA FIG ACRO WORLD CUP und der VIII. MAIA INTERNATIONAL ACRO CUP 2014 statt, ein internationales Turnier für Sportakrobatik. 17 Länder nahmen 2014 teil.
Seit 2003 veranstaltet die Stadt Maia das internationale Schachturnier Carvalho Memorial, erster Sieger war 2003 der armenische Schachgroßmeister Karen Movsesjan.
Bis 2008 war das Radsportteam União Ciclista da Maia (auch Maia Milaneza, ab 2008 LA-MSS) hier zuhause. Mit der Portugal-Rundfahrt querte bereits mehrmals das wichtigste Radrennen Portugals den Kreis Maia.

## Wirtschaft
Maia gehört zum wirtschaftlich gut entwickelten Großraum Porto. Das Bürogebäude Torre Lidador gehört zu den höchsten Gebäuden in Portugal. Unter den hier ansässigen Unternehmen ist insbesondere die Sonae-Gruppe zu nennen, zu denen auch das Telekommunikations- und Medienunternehmen Sonaecom und das Holzwerkstoffunternehmen Sonae Indústria gehören, die ebenfalls in Maia ihren Hauptsitz haben. Die Sonae-Gruppe gilt als größter Steuerzahler Portugals.
Auch deutsche Unternehmen sind in Maia vertreten, darunter Häfele, ein Hersteller von Beschlägen und Schließsystemen.

## Verkehr

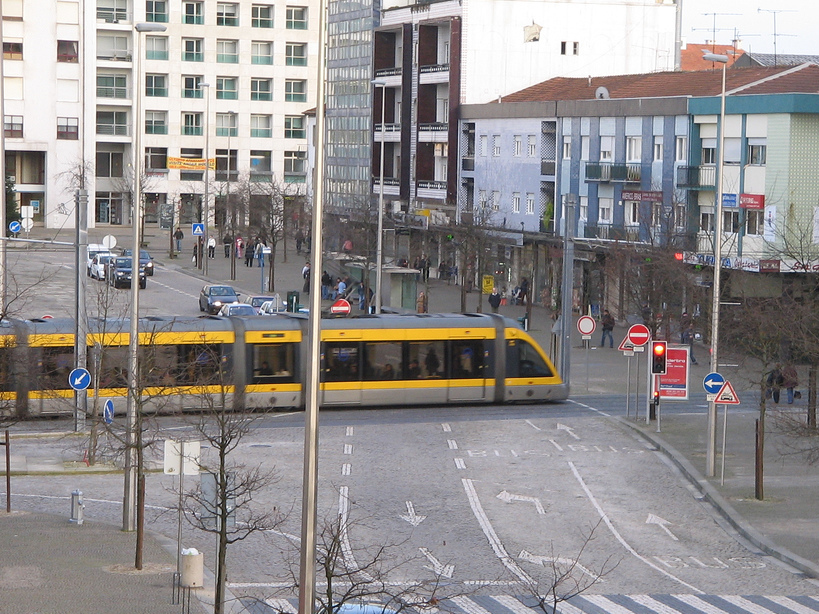
Straßenbahn der Metro Porto in Maia

### Fernverkehr
Verschiedene Eisenbahnstrecken queren den Kreis, insbesondere die Linha de Guimarães mit dem Bahnhof Maia, die Linha do Minho mit Halt in Águas Santas, und die Linha de Leixões mit Halt in Pedrouços.
Maia ist über die Autobahn A3 und die Autobahn A41 an das Fernstraßennetz des Landes angebunden.
Der Kreis betreibt den Flughafen Maia in der Gemeinde Folgosa, der für Sport- und Privatflugzeuge genutzt wird. Der Internationale Flughafen Porto liegt zudem im Kreis Maia, in der Ortschaft Pedras Rubras, die zur Kreisgemeinde Moreira und z. T. zu Vila Nova de Telha gehört.

### Nahverkehr
Maia ist eingebunden in das Stadtbahnsystem von Porto, der Metro do Porto. Auch verkehren eine Vielzahl Buslinien im Kreis, insbesondere der STCP. Über die Eisenbahnlinien verlaufen zudem Nahverkehrszüge der CP Regional, so die Zuggattungen Regionais, Urbanos und Suburbanos.

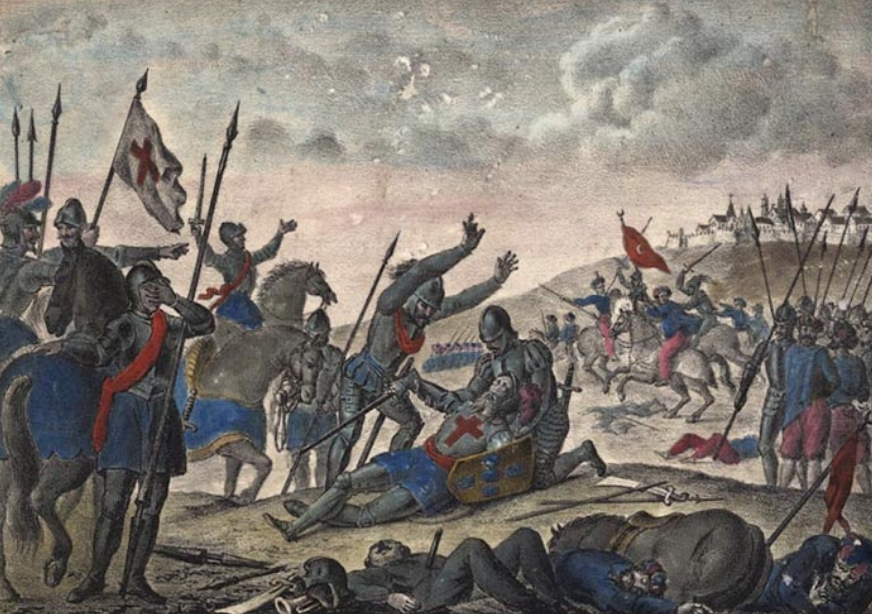
Tod des Gonçalo Mendes da Maia, Lithografie 19. Jh.

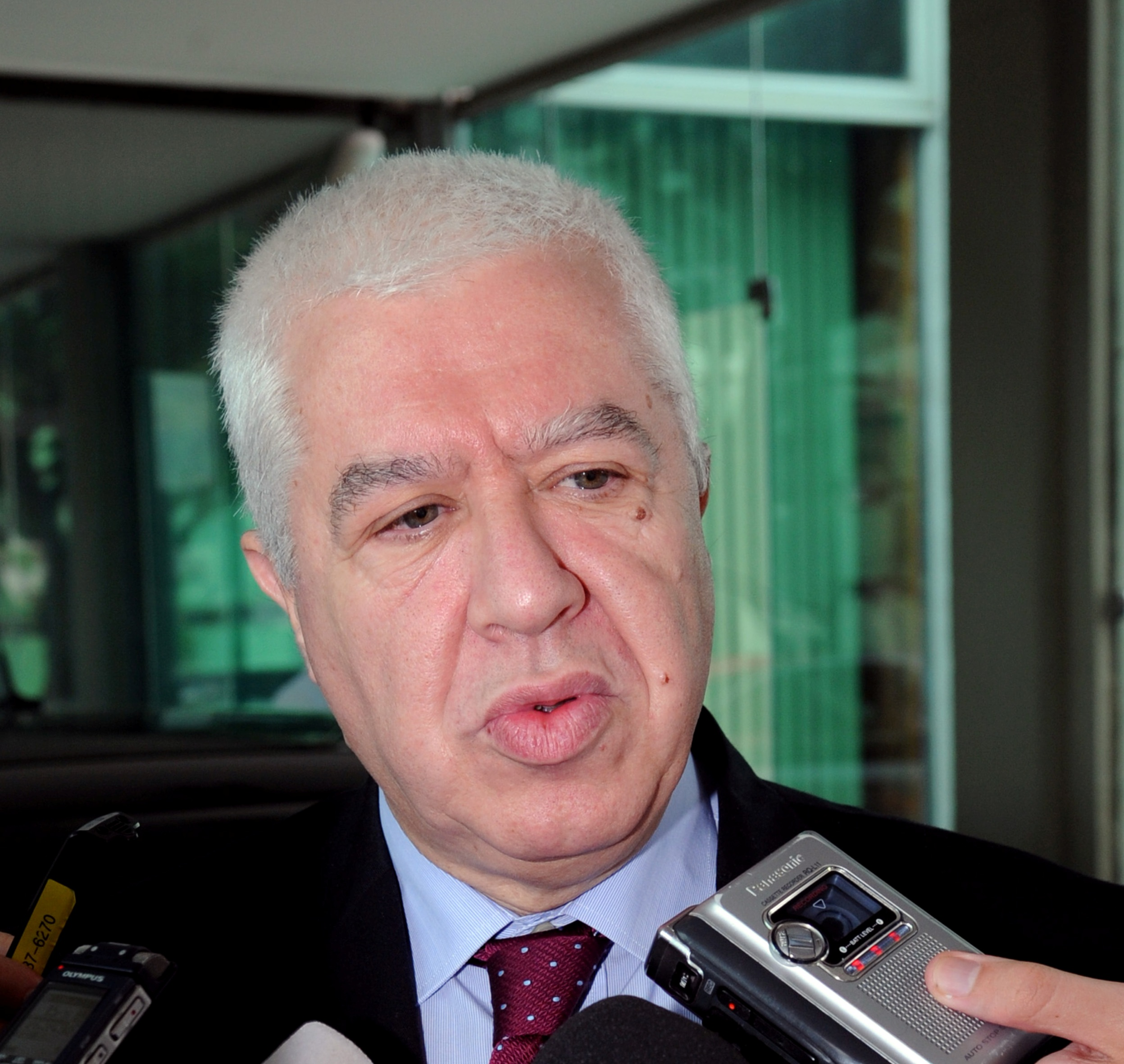
Fernando Teixeira dos Santos (2010)

## Söhne und Töchter der Stadt
- Gonçalo Mendes da Maia (1079–1170), Ritter und Feldherr, genannt Lidador (dt. Anführer)
- Domingos Jorge († 1619), Missionar in Japan, seliggesprochener Märtyrer
- José Maria Rodrigues (1857–1942), Romanist und Lusitanist
- David Moreira da Silva (1909–2002), Architekt und Stadtplaner, u. a. in Coimbra und in Luanda, Angola
- Fernando Campos (* 1924), Schriftsteller
- Moreira de Sá (* 1928), Radrennfahrer, Gewinner der Portugal-Rundfahrt 1952
- Serafim de Sousa Ferreira e Silva (* 1930), Altbischof von Leiria-Fátima
- José Carlos de Pereira Carvalho (1933–2004), Radrennfahrer
- José Vieira de Carvalho (1938–2002), Hochschullehrer und konservativer Politiker
- Fernando Teixeira dos Santos (1951), Ökonom und Politiker, Finanzminister 2005–2011
- José Manuel Duarte Vieira (1952–2013), Ingenieur, Manager und Verwaltungsbeamter
- Miguel Araújo (* 1978), Liedermacher und Popmusiker
- Paulo Jorge (* 1981), Fußballspieler
- Carolina Torres (* 1989), Sängerin und Fernsehmoderatorin
- André Geraldes de Barros (* 1991), Fußballspieler
- Bruno Fernandes (* 1994), Fußballspieler
- Rui Silva (* 1994), Fußballspieler
- Nuno Borges (* 1997), Tennisspieler
- Hugo Campos (* 2000), Beachvolleyball- und Volleyballspieler
- Joana Resende (* 2001), Handballspielerin
- João Gomes (* 2002), Handballspieler